# Hasan al-Askari

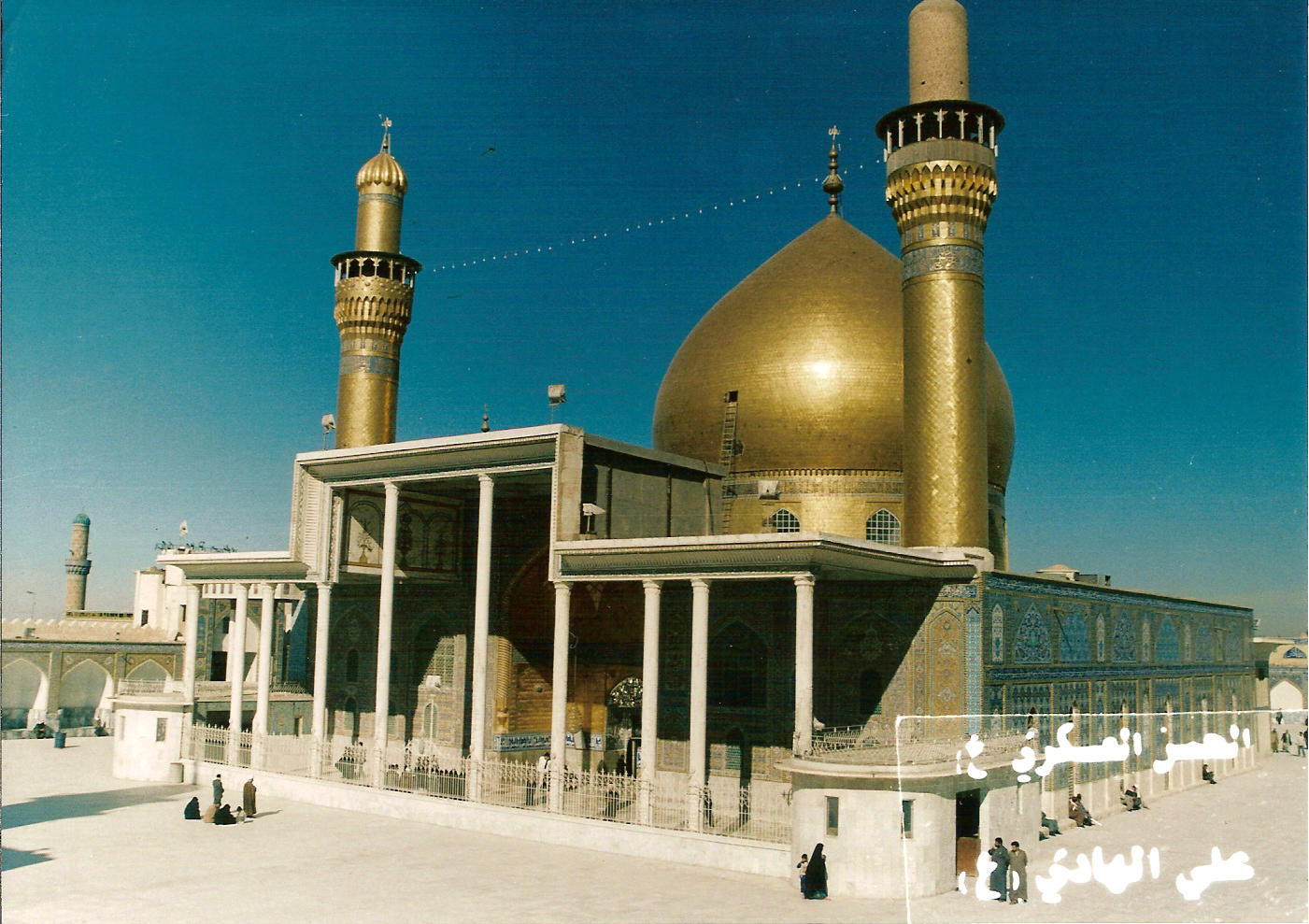
al-Askariayn-helgedomen i Samarra innan den bombades år 2006. Här ligger den elfte shiaimamen Hasan al-Askari begravd.

Hasan ibn Ali (arabiska: حسن بن علي), känd som al-Askari (askar betyder militär på arabiska), född 844–845, död 874–875, är den elfte shiaimamen enligt imamiterna. Han fick sitt tillnamn al-Askari, ”han från härlägret”, då han levde sitt liv i Samarra, en garnisonsstad norr om Bagdad anlagd av abbasiderna. al-Askari gifte sig med Narjis Khatun och hölls i husarrest eller fängslad den mesta delen av sitt liv. Enligt vissa shiitiska källor förgiftades han vid 28 års ålder på den abbasidiske kalifen al-Mu'tamid befallning och begravdes i Samarra. Det var känt att många shiiter såg fram emot hans son Muhammad al-Mahdis efterträdarskap, eftersom de ansåg honom vara den tolfte imamen, som man hade förutsett skulle eliminera all orättvisa i världen.

## Fängelsevistelse
Hasan al-Askaris ledarskap började då han var 22 år gammal och fortsatte i endast sex år då han avled år 260 AH. al-Askaris korta period som ledare sammanföll med de tre abbasiderna al-Mu'tazz, al-Muhtadid och al-Mu'tamids kalifat. Shiamuslimer var förföljda under alla dessa kalifers styre. al-Askari fängslades under en kort period under al-Muhtadids kalifat.
Under al-Mu'tamids kalifat placerades al-Askari i ett fängelse som en fångvaktare vid namn Nahrir hade hand om. Nahrir brukade missbehandla shiaimamen på alla sätt han kunde. Det har nämnts att Nahrir en gång placerade al-Askari bland hungriga lejon, efter att ha fått tillåtelse från kalifen om det. al-Askari bad då till Gud och mirakulöst samlades alla lejonen runt honom och skadade inte honom på något sätt. När Nahrir såg det friade han al-Askari och skickade hem honom.
al-Askari fängslades många gånger av de abbasidiska kaliferna. En gång satt han i Salih ibn Wasifs fängelse. Det har nämnts att abbasiderna en gång gick till Salih och uppmanade honom att vara hård mot al-Askari. Men Salih svarade dem att han anlitat två av de ondaste männen han hittade (för att vakta imamen). Men dessa två män omvandlades till personer av dyrkan, bön och fastan till en häpnadsväckande grad. De två männen svarade även att vad kan de säga om en man som fastar dagtid och ber nattetid, som inte pratar och endast gör sig upptagen med dyrkan. När imamen tittade på dem skakade deras lemmar och de skakade inombords. När abbasiderna hörde detta gick de därifrån i förtvivlan.